# Peter Kretzschmar
Peter Kretzschmar (* 17. September 1932 in Leipzig; † 9. September 2018 in Rüdersdorf bei Berlin) war ein deutscher Handballspieler und -trainer.

## Sportliche Laufbahn

### Handballspieler
Als Handballspieler war Kretzschmar zehn Jahre lang von 1954 bis 1963 für den SC Lokomotive Leipzig aktiv. 1955 stieg er mit dem SC Lok in die Feldhandball-Oberliga, 1956 in die Hallenhandball-Oberliga auf. 1960, 1961 und 1962 stand er mit den Leipzigern im Endspiel um die Feldmeisterschaft, wurde aber nie Meister. Bereits 1955 wurde er zum ersten Mal in die Handballnationalmannschaft der DDR berufen. 1958 wurde er mit der gesamtdeutschen Mannschaft Dritter der Hallenhandball-Weltmeisterschaft und bei der WM 1961 Vierter. Mit der DDR-Nationalmannschaft besiegte er im Endspiel der Feld-WM 1963 die Bundesrepublik mit 14:7. Am Jahresende 1963 beendete Kretzschmar als 66-facher Nationalspieler seine Laufbahn als Handballspieler.

### Handballtrainer
Im gleichen Jahr übernahm er den Posten der Frauen-Oberligamannschaft des neu gegründeten SC Leipzig, der die Handballsektion des SC Lokomotive übernommen hatte. Von 1965 bis 1974 führte er die Mannschaft siebenmal im Hallenhandball zur DDR-Meisterschaft. 1974 gewannen die SCL-Frauen unter Kretzschmar den Europapokal der Landesmeister. 1975 wurde Kretzschmar zum Trainer der Frauennationalmannschaft berufen. 1975 und 1978 wurde er mit der Mannschaft Weltmeister, bei den Olympischen Spielen 1976 gewann er mit der Mannschaft die Silber- und 1980 die Bronzemedaille. Ende 1987 wurde Peter Kretzschmar von Klaus Franke als Nationalmannschaftstrainer abgelöst. Für seine sportlichen Erfolge wurde er mehrfach staatlich ausgezeichnet. Kretzschmar wurde anschließend Trainer bei der Handballsektion des TSC Berlin. Ab 1990 fungierte er für weitere drei Jahre als Sportdirektor.

## Privates
1971 heiratete er die Handballspielerin des SC Leipzig Waltraud Czelake, geb. Hermann. Mit der 217-fachen DDR-Nationalspielerin hatte er zwei Kinder, den späteren Handballnationalspieler Stefan Kretzschmar und eine Tochter. Mit seiner Frau lebte Peter Kretzschmar seit vielen Jahren im brandenburgischen Schöneiche. Er starb nach langer Krankheit eine Woche vor seinem 86. Geburtstag in der Immanuel-Klinik in Rüdersdorf.